# Deutsche Post CSC
Die Deutsche Post Customer Service Center GmbH (kurz: DP CSC GmbH) ist ein hundertprozentiges Tochterunternehmen der Deutschen Post Beteiligungen Holding GmbH, welche für die Unternehmen innerhalb der Deutschen Post AG zuständig ist. Der Sitz des Unternehmens befindet sich in Monheim am Rhein.

## Geschäftsfeld
Die Deutsche Post Customer Service Center GmbH (DP CSC) wurde im Juni 2004 gegründet und beschäftigt derzeit ca. 2.650 Mitarbeiter an 23 Standorten.

## Standorte
Die Standorte der DP CSC befinden sich in:
- Apfelstädt
- Augsburg
- Berlin
- Bielefeld
- Bonn
- Crailsheim
- Dresden
- Einbeck
- Essen
- Frankfurt am Main
- Fürth
- Heilbronn
- Hamburg
- Hannover
- Kiel
- Leipzig
- Marburg
- Monheim am Rhein (zugleich auch Zentrale)
- Münster
- Schwerin
- Stuttgart
- Weiden
- Wuppertal

Die ehemaligen Standorte der DP CSC befinden sich in:
- Flensburg